# 大丘陵國家公園
18°24′15″N 74°06′10″W / 18.40417°N 74.10278°W

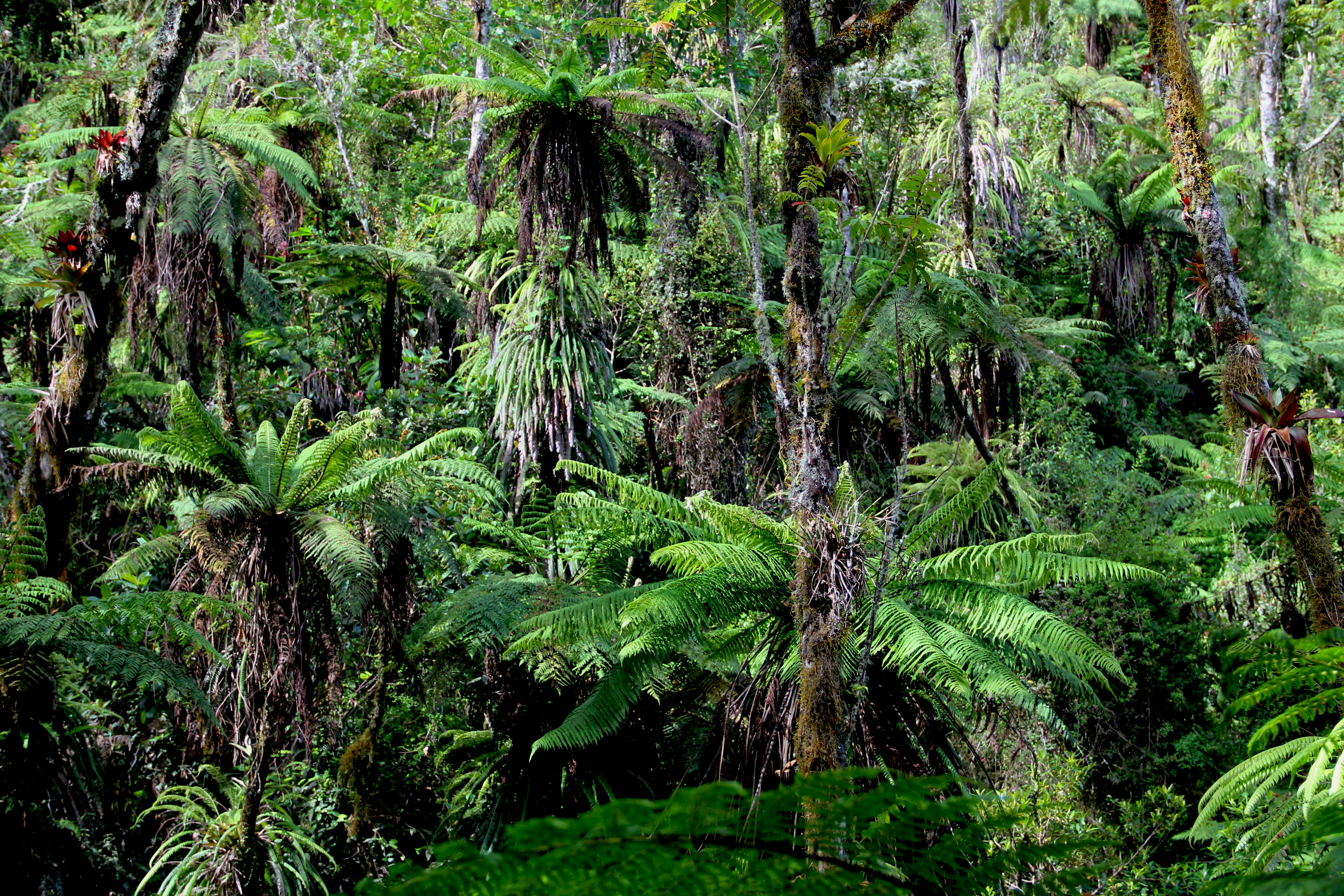

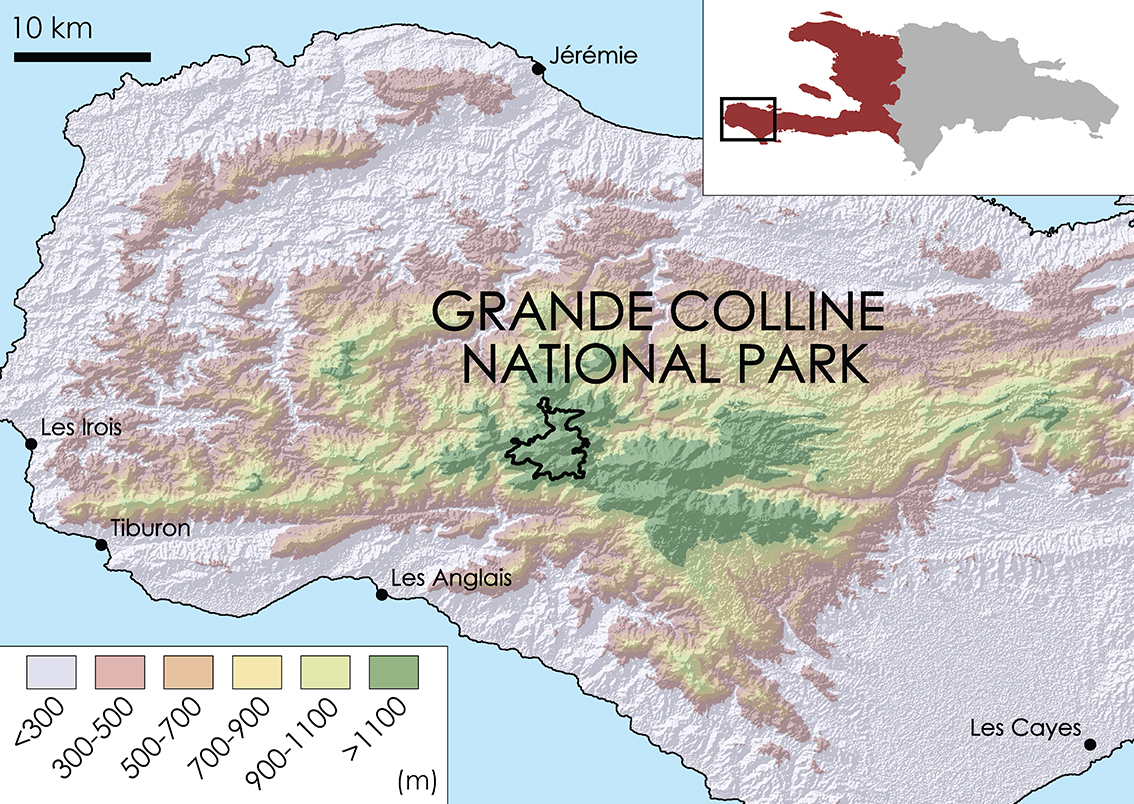

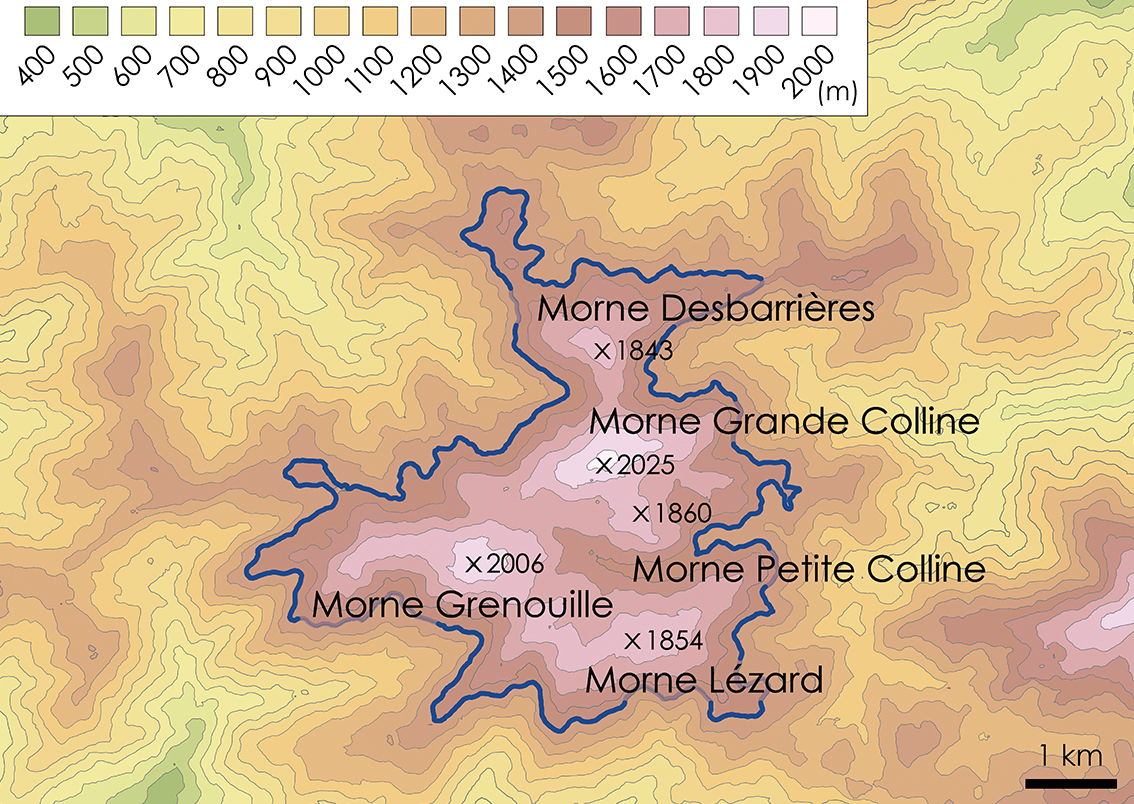

大丘陵國家公園是海地的國家公園，位於該國西南部，面積15平方公里，始建於2014年7月23日，該地區的森林砍伐活動繼續進行，用於建築材料、農業和木炭生產。